# Mark E. Green

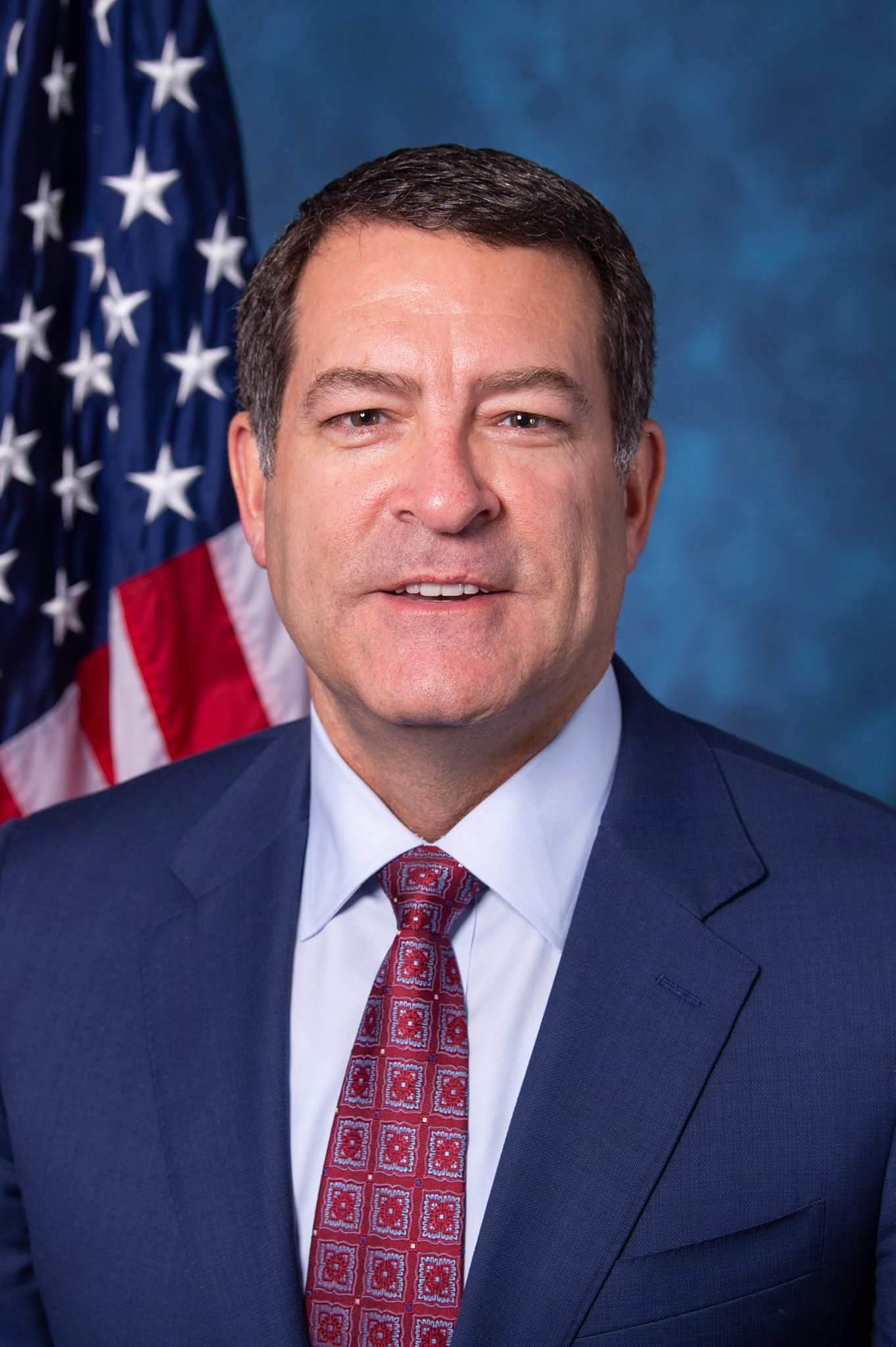
Mark Green 2019

Mark Edward Green (*  8. November 1964 in Jacksonville, Florida) ist ein US-amerikanischer Politiker der Republikanischen Partei. Im November 2018 wurde er in das US-Repräsentantenhaus gewählt. Er vertritt dort den siebten Distrikt des Staates Tennessee. Vorher gehörte er dem Staatssenat von Tennessee an.

## Leben
Green wuchs in Mississippi auf. Er graduierte an der Militärakademie West Point und war danach Offizier der US-Armee. Nach einem Medizinstudium diente er als Arzt für Flugmedizin in der Armee. Er war an der militärischen Operation zur Gefangennahme Saddam Husseins beteiligt und verhörte ihn. Darüber verfasste er später ein Buch. Green verließ die Armee 2006.
Danach gründete Green 2009 die Firma Align MD, die medizinisches Personal für Notfallabteilungen vermittelt. Darüber hinaus gründete er eine Stiftung, die zwei Kliniken mit kostenloser Krankenversorgung für Arme betreibt.

## Politik
Green trat 2012 im 22. Bezirk in der Wahl zum Staatssenat von Tennessee an. In der Republikanischen Vorwahl hatte er keinen Gegenkandidaten. In der allgemeinen Wahl gewann er mit 51,3 % der Stimmen gegen den demokratischen Amtsinhaber Tim Barnes. 2016 wurde er im Amt bestätigt. Dort gehörte er zuletzt dem Ausschuss für Handel und Arbeit an, dessen Vize-Vorsitzender er war, und dem Ausschuss für Energie, Landwirtschaft und natürliche Ressourcen.
Im Mai 2017 schlug Präsident Donald Trump Green als Secretary of the Army vor. Green zog jedoch seine Kandidatur zurück, nachdem er heftiger Kritik ausgesetzt war wegen früherer Aussagen über Transgender.
Green bewarb sich bei der Kongresswahl 2018 um den Sitz im siebten Kongresswahlbezirk von Tennessee, dessen Mandatsinhaberin Marsha Blackburn für den US-Senat kandidierte. In den republikanischen Vorwahlen war er ohne Gegenkandidat. Die allgemeinen Wahlen gewann er mit 66,8 % gegen den Kandidaten der Demokraten, Justin Kanew, der 32,1 % erhielt. Die Wahl 2020 und die Wahl 2022 konnte er ebenfalls gewinnen, auch in diesen Wahljahren gab es während der republikanischen Vorwahlen in seinem Bezirk keine Gegenkandidaten. Die Kongresswahl 2024 gewann er gegen die Demokratin Megan Barry mit 59,6 %. Seine aktuelle Legislaturperiode im 119. Kongress der Vereinigten Staaten läuft bis zum 3. Januar 2027. Green kündigte allerdings im Juni 2025 an, dass er nach der Abstimmung im Repräsentantenhaus über die One Big Beautiful Bill zurücktreten werde. Es habe sich eine lukrative Möglichkeit in der Wirtschaft für ihn ergeben. Bis zur Nachwahl eines Nachfolger in seinem als sicheren Republikanischen Wahlkreis geltenden Kongresswahlbezirk schrumpft die knappe republikanische Mehrheit im Repräsentantenhaus des 119. Kongresses.

### Ausschüsse
Derzeit ist Green Mitglied in folgenden Ausschüssen:
- Committee on Homeland Security (Vorsitzender)
- Committee on Foreign Affairs
  - Subcommittee on Indo-Pacific
  - Subcommittee on Western Hemisphere

### Positionen
Mark Green gehörte zu den Mitgliedern des Repräsentantenhauses, die bei der Auszählung der Wahlmännerstimmen bei der Präsidentschaftswahl 2020 für die Anfechtung des Wahlergebnis stimmten. Präsident Trump hatte wiederholt propagiert, dass es umfangreichen Wahlbetrug gegeben hätte, so dass er sich als Sieger der Wahl sah. Für diese Behauptungen wurden keinerlei glaubhafte Beweise eingebracht. Der Supreme Court wies eine entsprechende Klage mit großer Mehrheit ab, wobei sich auch alle drei von Trump nominierten Richter gegen die Klage stellten.

## Schriften
- Mark E. Green: A Night with Saddam. lulu.com, 2010, ISBN 978-0-557-15320-6.